# New Born Enemies
«New Born Enemies» (с англ. — «Новорождённые враги») — студийный альбом немецкой группы Terminal Choice, вышедший в 2006 году. 

## Об альбоме
New Born Enemies отличается явным акцентом на танцевально-тяжёлые ритмы, по сравнению с предыдущими работами, первые из которых были выдержаны в стиле индастриал. В целом, жанр альбома можно обозначить как типичный EBM.

## Список композиций

### Стандартное издание
Номер в каталоге лейбла: OUT 235, EAN: 693723203621 (Германия)
1. «Introduction» («Интродукция») — 0:35
2. «Golden Day» («Золотой день») — 3:52
3. «Don't Go» («Не уходи») — 3:31
4. «Call Me» («Назови меня») — 4:09
5. «Little Seventeen» («Семнадцатилетняя крошка») — 3:34
6. «Enemy One» («Враг первый») — 0:50
7. «Nothing» («Ничто») — 6:21
8. «Like This» («Как этот») — 3:56
9. «Devil Daddy» («Папа дьявола») — 4:11
10. «God Bless U» («Бог благословляет тебя») — 0:31
11. «Crack Up» («Восхвалите») — 4:15
12. «The Sickness» («Болезнь») — 4:29
13. «Enemy Two» («Враг второй») — 1:28
14. «I Want 2 Know» («Я хочу знать») — 3:56
15. «Rockstar» («Рок-звезда») — 3:27
16. «Wrong Buisness» («Неверный бизнес») — 3:04

### Лимитированное издание
Лимитированный диджипак включает также бонусный диск за номером в каталоге OUT 236. EAN издания: 693723021225 (Германия)
1. «Call Me (Reconstruction 4.4 Mix) By Lluther» («Позвони мне»)
2. «Like This (Remix - Feat. Limbogott)» («Как этот»)
3. «I Ran» («Я бегу»)
4. «Final Destination (The Fan Song)» («Заключительное предназначение»)

Также на бонусном диске присутствует мультимедийная секция, включающая:
- «Don't Go (Videoclip)» (Видеоклип)
- «Don't Go (Behind The Scenes Videoclip)» (По ту сторону съёмок видеоклипа)
- «Inside The Studio» (Видео из студии)
- «Exklusive Fotogalerie, Kurzbio Band, Comic Art» (Эксклюзивная фотогалерея, биография группы, дополнительные графические материалы)

## Синглы
Перед выходом альбома «New Born Enemies» 16 июня 2006 года был выпущен макси-сингл «Don't Go», включающий одноимённую песню, а также композиции «It Doesn't Matter» и «Devil Daddy (Bad Mother Remix)».

## Над альбомом работали

### Состав группы
- Chris Pohl
- Jens Gärtner
- Gordon Mocznay
- Louis Manke

### Создание альбома
- Thomas Heimann-Trosien – мастеринг, микширование (дорожки: 1, 2, 4, 6, 8—14, 16), дополнительный продюсер
- John Fryer – микширование (дорожки: 3, 5, 7, 15)
- Constance Rudert – дизайн
- Anja Bertram - фото

### Авторство композиций
- Terminal Choice (кроме «Don't Go»)
- Vince Clarke («Don't Go»)